# Ianis Stoica
Ianis Stoica (Bukarest, 2002. december 8. – ) román labdarúgó, az FCSB középpályása.

## Életrajz
Ianis Stoica nyolcéves korában csatlakozott az FCSB – korábban FC Steaua București – csapatához, ahol édesapja, Pompiliu Stoica is játszott 2000 és 2004 között, 104 élvonalbeli találkozón pályára lépve.
2017. október 25-én az FCSB–Sănătatea Cluj Román Kupa-meccsen pályára lépett, amivel rekordot döntött: klubja történetének eddigi legfiatalabb pályára lépett játékosa lett 14 évesen, 10 hónaposan és 13 naposan. A mérkőzésen gólt rúgott, amivel további rekordot döntött meg, ő lett a román labdarúgás legfiatalabb gólszerzője.

## Statisztika
2017. október 30. szerint.
| Klub             | Szezon           | Bajnokság | Bajnokság | Kupa     | Kupa  | UEFA     | UEFA  | Összesen | Összesen |
| Klub             | Szezon           | Mérkőzés  | Gólok     | Mérkőzés | Gólok | Mérkőzés | Gólok | Mérkőzés | Gólok    |
| ---------------- | ---------------- | --------- | --------- | -------- | ----- | -------- | ----- | -------- | -------- |
| FCSB             | 2017–18          | 0         | 0         | 1        | 1     | 0        | 0     | 1        | 1        |
| Összesen         | Összesen         | 0         | 0         | 1        | 1     | 0        | 0     | 1        | 1        |
| Karrier összesen | Karrier összesen | 0         | 0         | 1        | 1     | 0        | 0     | 1        | 1        |